# Jabalquinto
Jabalquinto és un municipi de la província de Jaén. Es troba a 496 m d'altitud i 38 km al nord de Jaén. Pertany a la comarca de Sierra Morena.
La batalla de Qantish, lluitada el 5 de novembre de 1009 a Jabal Qantish (l'actual Jabalquinto és una de les batalles de la Fitna, la guerra civil que va esclatar en el Califat de Còrdova a la mort d'Abd al-Malik, el fill i successor d'Almansor, i va enfrontar al califa Muhàmmad II al-Mahdí, que tenia un exèrcit amb molts reclutes sense formació militar contra els rebels amazics de Sulayman al-Mustaín i 600 genets de Sanç I Garcia de Castella, que finalment venceren.
Té 2.420 habitants (INE de 2005), sobre un terme municipal de 72 km². Els seus habitants reben el gentilici de jabalquintenys.